# Lindeman Islands
Die Lindeman Islands bilden eine Inselgruppe von 18 Inseln im Süden des Great Barrier Reef. Sie werden heute als eine Untergruppe der Whitsunday Islands betrachtet. Offiziell ist sie noch eine Gruppe der Cumberland Islands. Der Name Cumberland Islands geht auf die Benennung von James Cook aus dem Jahre 1770 zurück. Die meisten Inseln sind unbewohnt.

## Geographie

### Inselliste
| Inselname              | Aliasname | Koordinaten           | Fläche | Einwohner | Anmerkung |
| ---------------------- | --------- | --------------------- | ------ | --------- | --------- |
| Pentecost Island       |           | 20° 24′ S, 149° 02′ O | 1,25   | –         |           |
| Ann Island             |           | 20° 25′ S, 149° 01′ O | 0,0087 | –         |           |
| Little Lindeman Island |           | 20° 25′ S, 149° 02′ O | 0,49   | –         |           |
| Cole Island            |           | 20° 25′ S, 149° 00′ O | 0,21   | –         |           |
| Maher Island           |           | 20° 26′ S, 149° 05′ O | 0,94   | –         |           |
| Baynham Island         |           | 20° 26′ S, 149° 06′ O | 0,074  | –         |           |
| Gaibirra Island        |           | 20° 26′ S, 149° 05′ O | 0,323  | –         |           |
| Lindeman Island        |           | 20° 27′ S, 149° 03′ O | 6,789  | 10        |           |
| Comston Island         |           | 20° 28′ S, 149° 06′ O | 0,236  | –         |           |
| Seaforth Island        |           | 20° 28′ S, 149° 02′ O | 0,265  | –         |           |
| Mansell Island         |           | 20° 28′ S, 149° 08′ O | 1,177  | –         |           |
| Triangle Island        |           | 20° 29′ S, 149° 07′ O | 0,115  | –         |           |
| Shaw Island            |           | 20° 30′ S, 149° 04′ O | 15,62  | –         |           |
| Volskow Island         |           | 20° 30′ S, 149° 05′ O | 0,032  | –         |           |
| Keyser Island          |           | 20° 31′ S, 149° 05′ O | 0,577  | –         |           |
| Long Rock              |           | 20° 32′ S, 149° 05′ O | 0,1    | –         |           |
| Thomas Island          |           | 20° 33′ S, 149° 07′ O | 2,23   | –         |           |
| Dead Dog Island        |           | 20° 33′ S, 149° 08′ O | 0,04   | –         |           |

### Nationalpark
14 Inseln der Gruppe wurden 1941 zum Lindeman-Islands-Nationalpark erklärt.

### Einzelinseln
Die Lindeman Group ist nach der Hauptinsel benannt. Die nachfolgenden Inseln zählen dazu:

#### Lindeman Island
Die bewohnte Lindeman Island (Yakaima in der Sprache der Aborigines) kann von Mackay aus mit dem Boot oder Flugzeug erreicht werden. Sie wurde 1868 vom Commander H.M. Bingham auf der HMS Virago nach seinem Schiffsoffizier George Lindeman benannt. Auf der Insel lebte eine große Gruppe der Ngaro, die einzigen Seefahrer der Aborigines. Sie verließen die Insel mehrheitlich nach der europäischen Besiedlung.
Im Nationalpark finden sich rund 20 km Wanderwege, das Butterfly Valley und der Mount Oldfield, der sich 212 Meter über den Meeresspiegel erhebt. Der Berggipfel bietet ein Panorama über die Pentcost Island, Hamilton Island und die Whitsunday Islands. Die Insel bietet Gelegenheit zum Schnorcheln und zum Austernsammeln, in den Mangroven wachsen Orchideen und über 90 Vogelarten können betrachtet werden. Im Ozean schwimmen Delfine das ganze Jahr über und vom Juli bis November können Buckelwale beobachtet werden. Um die Lindeman Island befinden sich zahlreiche kleine Inseln.
Bereits 1923 gründete Angus Nicholson auf der Lindeman Island ein Resort, das 1992 zum ersten Club Med Resort in Australien wurde. Das Resort wurde 2012 an eine chinesische Firma verkauft. Einen Campingplatz gibt es am Bootshafen im Norden der Insel.

#### Thomas Island
Die unbewohnte Insel wird häufig von Tagesausflüglern besucht. Sandstrände führen um die ganze Insel herum. An einem Felsenstrand wachsen Orchideen, die im November blühen. In den Gewässer schwimmen zahlreiche Fische und Meeresschildkröten. Die Thomas Island wird auch Dead Dog Island genannt, was auf ein Erlebnis einer Erkundungsfahrt von 1925 zurückgeht. Camping ist möglich, allerdings muss Trinkwasser selbst mitgebracht werden, und Feuer und Generatoren sind nicht erlaubt. Des Weiteren gibt es Mülltonnen auf der Insel.

#### Seaforth Island
Die unbewohnte Insel Seaforth Island bietet Anglern eine gute Möglichkeit zum Fischen; an einer Bootsrampe können die Boote anlegen.